# Железнодорожная линия Розендал — Флиссинген
Железнодорожная линия Розендал — Флиссинген (нидерл. Spoorlijn Roosendaal - Vlissingen) — двухпутная электрифицированная железнодорожная линия в Нидерландах, проходит по территории провинций Северный Брабант и Зеландия. Также известна под названием Staatslijn F.

## Описание
Протяжённость 74,33 км. Конечные станции — Розендал и Флиссинген. Двухпутная электрифицированная линия, присутствует железнодорожный мост. Есть контактная сеть. Наибольший пассажиропоток по состоянию на 2015 — ст. Розендал (10,399).

## История
Планы по строительству железной дороги Флиссинген —  Рейнская область появились ещё в 1839 году. Ввод линии в эксплуатацию проходил поэтапно. Первый участок (Розендал — Берген-оп-Зом) был открыт 23 декабря 1863. После него в эксплуатацию были запущены участки Берген–оп–Зом — Гус (1 июля 1868) и Гус — Мидделбург (1 марта 1872 года). Движение до конечной станции Флиссинген налажено 1 сентября 1873. Более чем через десять лет после ввода в эксплуатацию однопутного сообщения линия сделана полностью двухпутной (1894). Во время боевых действий в ходе Второй мировой войны один путь разрушен почти полностью. Повреждения были устранены в июне 1945 года.
Практически через восемь лет железнодорожная линия пострадала от стихийного наводнения. Для возобновления работы потребовалось несколько месяцев от февраля до августа. Электрифицирована в 1956 году.

## Пассажирское сообщение
Осуществляются межрегиональные и междугородние железнодорожные перевозки. С узловых станций линии можно добраться до Амстердама, столицы Нидерландов. С начала 2022 года один из междугородних поездов имеет остановку только на крупных станциях. Добавлено также пассажирское сообщение «Sprinter» (поезда отправляются раз в 30 минут). Все станции принимают поезда по линии два раза в час, крупные — 3 раза. Линия соединяет остров Валхерен и полуостров Зёйд-Бевеланд с остальной частью Нидерландов.